# علي الزيد
علي بن عبد الله الزيد إعلامي وصحافي سعودي، ورئيس وكالة الأنباء السعودية منذ سبتمبر 2024. تولى رئاسة تحرير صحيفة مكة بالتكليف منذ عام 2014 وعُيّن رئيسًا لتحرير رسميًا في عام 2017 أسس مفهوم «متعة المعرفة» وأفرد له صفحة خاصة، وأدخل الأنفوجرافيكس إلى الصحيفة لعرض الأخبار والمعلومات بطريقة حديثة، استقال في منتصف 2018 من منصبه ليتجه للعمل مستشارًا لوزير الإعلام.

## النشأة والتعليم
ولد علي الزيد في المدينة المنورة عام 1974، والده عبد الله الزيد مستشار سابق في إمارة المدينة المنورة ومدير عام التعاون في وزارة الشؤون الاجتماعية سابقًا. درس الزيد مراحله الدراسية المبكرة في المدينة المنورة، والتحق في مرحلته الجامعية بجامعة الملك عبدالعزيز بجدة وحصل منها على درجة البكالوريوس في الفيزياء، كما حصل على دبلوم في البرمجة وتحليل المعلومات.

## الحياة العملية
انطلق لحياته العملية عام 1997 كرئيس للجنة مشاريع المنطقة المركزية المحيطة بالحرم النبوي، ثم أصبح المسؤول الإعلامي لمهرجان المدينة المنورة عام 1999.

### صحيفة الوطن
بدأ عمله الصحافي مراسلا لصحيفة الوطن في المدينة المنورة عام 2001 وبعد عامين أصبح مديرا لمكتب صحيفة الوطن في المدينة، وفي عام 2007 عمل سكرتير التحرير للشؤون المحلية، وفي 2008 عيّن مديرا لمكاتب الصحيفة الفرعية، ثم أصبح مديرا للتحرير في 2009، وأخيرا في عام 2011 عيّن نائبا لرئيس تحرير صحيفة الوطن.
عُرف عنه أثناء عمله مراسلا للصحيفة بتغطياته للعمليات الأمنية والأحداث الإرهابية في السعودية كما قاد فريقا لنشر ملفات استقصائية متداولة وقتذاك مثل «فاطمة ضحية اللعان» و«طفلا نجران» و«نفوق الإبل» و«مطعون العيون».

### مجلة المعرفة
أصدر وزير التربية والتعليم قرارا بتعيين الزيد رئيسا لتحرير مجلة المعرفة الصادرة عن الوزارة، وشهدت المجلة خلال فترة عمله تغيرا في الحجم والمضمون.

### صحيفة مكة
قبل صدور صحيفة مكة؛ تم استقطاب علي الزيد في عام 2013 للمشاركة في تأسيس الصحيفة وتشكيل الخط التحريري والفني لها، وعيّن في منصب نائب رئيس التحرير حتى عام 2014 ليصبح رئيس تحريرها المكلف حتى عام 2017 الذي صدر خلاله قرار وزير الإعلام بتعيينه رئيسا للتحرير، وخلال عمله في الصحيفة أسس مفهوم «متعة المعرفة» وأفرد له صفحة خاصة، وأدخل الأنفوجرافيكس إلى العمل الصحفي لعرض الأخبار والمعلومات بطريقة جديدة من نوعها، استقال الزيد من منصبه في مكة في منتصف 2018 لينضم إلى فريق وزارة الإعلام.